# Ombrophytum subterraneum
Ombrophytum subterraneum är en tvåhjärtbladig växtart som först beskrevs av Asplund, och fick sitt nu gällande namn av B. Hansen. Ombrophytum subterraneum ingår i släktet Ombrophytum och familjen Balanophoraceae. Inga underarter finns listade i Catalogue of Life.